# Argo计划

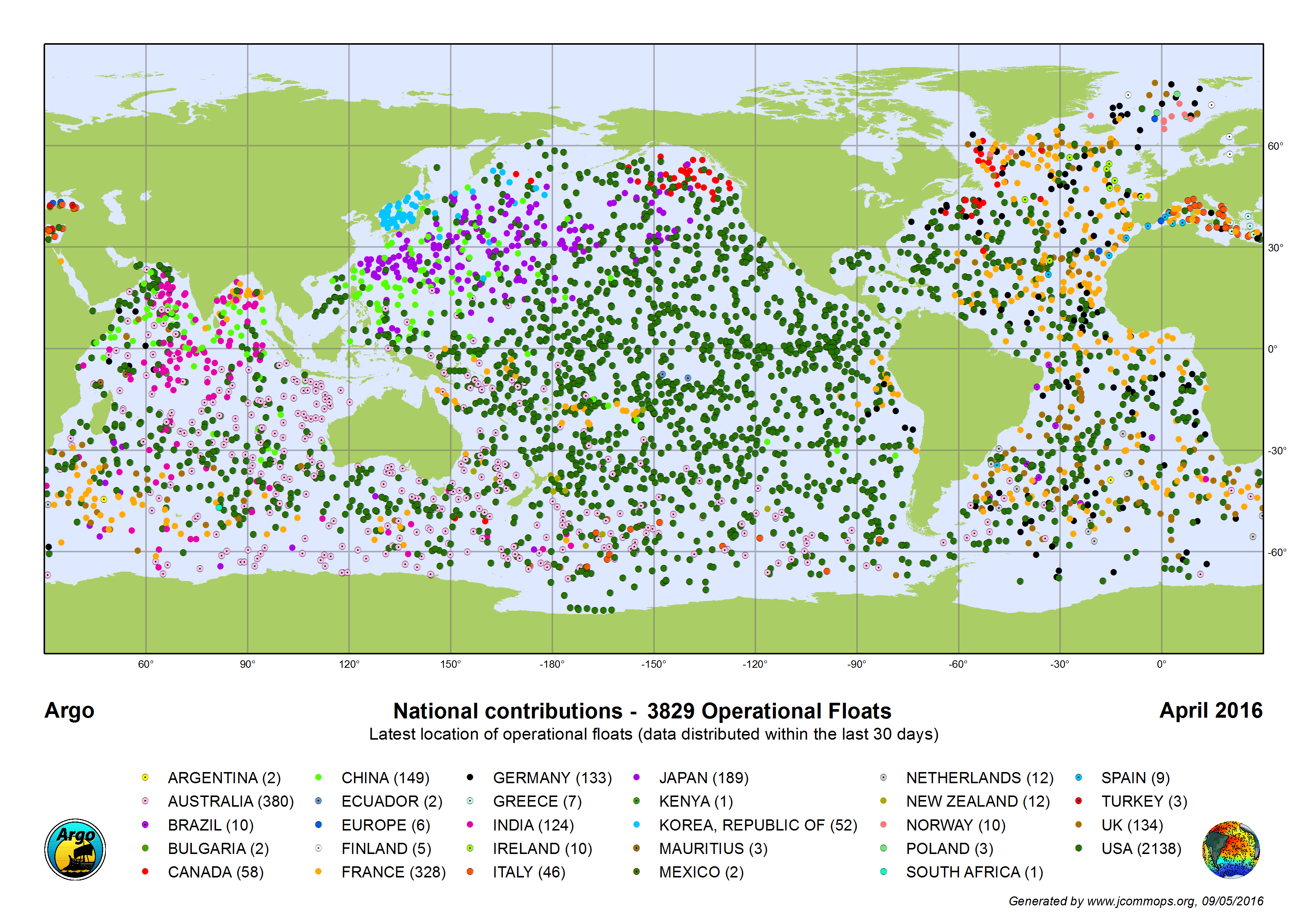
截至2016年4月Argo大洋观测网浮标分布，颜色编码代表拥有浮标的国家。

Argo是一个海洋观测系统的名称，可为气候、天气、海洋学及渔业研究提供实时海洋观测数据。
该观测系统由大量布放在全球海洋中小型、自由漂移的自动探测设备（Argo剖面浮标）组成。大部分浮标在1000米漂移（被称为停留深度），每隔10天下潜到2000米深度并上浮至海面，在这过程中进行海水温度和电导率等要素的测量，由此可计算获得海水盐度和密度。观测数据通过卫星传送到地面科研人员，并向所有人免费、无限制提供。Argo计划的名字起源于希腊神话中勇士伊阿宋（Jason）和阿爾戈英雄（Argonauts）寻找金色羊毛时所乘的船。之所以选用该名字，意在强调Argo计划与傑森衛星高度計的相互补充。

## 国际合作
Argo计划通过全球30多个国家的合作来维持一个全球海洋观测网，使任何国家可以探测海洋环境要素。Argo是全球海洋觀測系統的重要组成部分。Argo通过Argo指导工作组（页面存档备份，存于） 进行协调一个由科学家和技术专家组成的国际团体，每年召开一次会议。Argo数据流由Argo数据管理组（页面存档备份，存于）管理。 所有的协调工作通过 Argo信息中心（页面存档备份，存于）协助完成，该中心隶属于 政府间海洋委员会（页面存档备份，存于）及世界气象组织。Argo还受GEO-地球观测小组的支持，早期就已获得世界气候研究计划的CLIVAR（页面存档备份，存于） 项目 （海洋-大气系统的变异性及可预测性）以及 全球海洋数据同化试验 (GODAE OceanView)（页面存档备份，存于）的批准。

## 历史
Argo计划首先在1999年召开的海洋观测大会上提出，该会议是由国际机构组织的，旨在创建可协调的海洋观测方式。原始的 Argo 计划书（页面存档备份，存于） 由一个科学家组成的小组编写，该计划书描述了一个由3000个浮标组成的全球海洋观测网计划，并将在2007年的某时完成。2007年11月，由3000个浮标组成的全球海洋观测网全面建成。Argo指导工作组于1999年在美国马里兰召开了第一次会议，并在会上概述了全球数据共享原则。Argo指导工作组于2009年向海洋观测大会提交了十年进展报告 ，并收到了有关如何完善观测网的建议。这些建议包括在高纬度海区、边缘海（如墨西哥湾和地中海）和沿赤道海区加强观测，在西边界强流区（如墨西哥灣暖流和黑潮）强化观测，向深海扩展观测以及利用新型传感器监测海洋生物和化学变化等。2012年11月，Argo观测网已收集了100万条剖面（是20世纪所有调查船观测资料的两倍），并在多家组织的网站上进行了报道。

## 浮标设计和运行

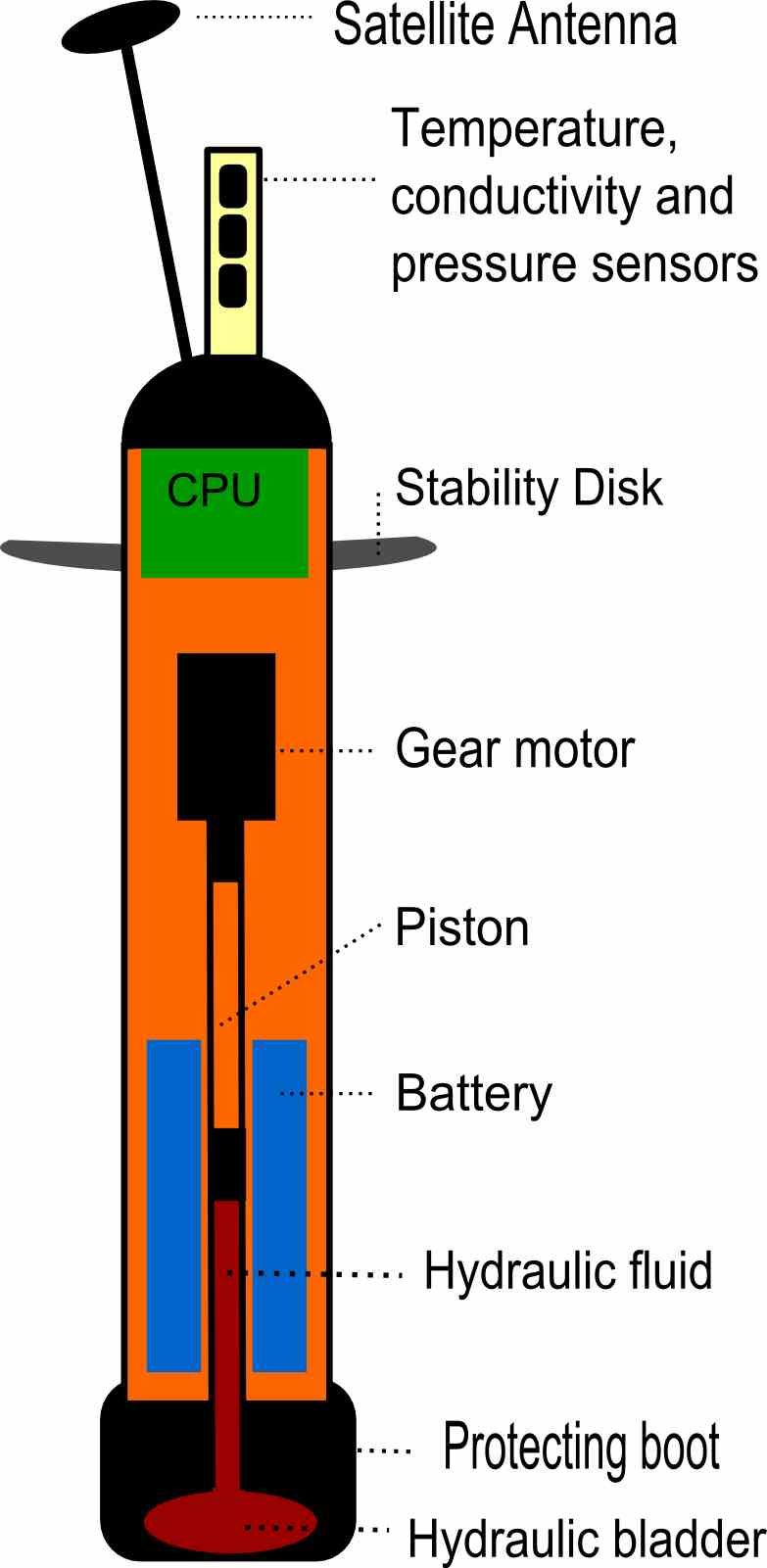
Argo浮标结构示意图

通过改变浮标自身的有效密度，按照预定的时间表在海中上浮和下沉是Argo浮标的重要特点。任何物体的密度由物体的质量除以体积获得。Argo浮标在自身质量不变的情况下，通过改变体积的方式改变密度。浮标通过液压活塞把油注入位于浮标底部的外部皮囊来改变其体积。随着皮囊的膨胀，浮标的密度变得小于海水密度，从而向海面上浮。当任务结束时，浮标收缩活塞再次下潜。
典型的Argo浮标标体长1米，顶部半球型的帽子约14 厘米。所以浮标体积最小约16600立方厘米。在阿拉斯加湾的Papa海洋站，海表的温度和盐度约6°C 和32.55‰，所以海水密度为1.0256克/立方厘米。而2000米深度处的温度约2°C，盐度为34.58‰，如果包含压力效应（海水可轻微压缩），海水密度为1.0369克/立方厘米，密度的变化除以深层密度的值为0.0109。  
浮标到达2000米和上浮至海表时必须匹配这些密度。因为浮标的密度为其质量除以体积，所以需要改变0.0109 x 16,600 = 181立方厘米的体积来实现该过程。所有浮标装载传感器来测量海水温度和盐度，但越来越多的浮标还装载其他传感器，如溶解氧及叶绿素、营养物和pH等生物化学传感器。正在开发的被称为 生物Argo的扩展计划，将在浮标上加装生物和化学传感器来观测海洋。
用于卫星通讯的天线被安装在浮标顶部，将在浮标完成上浮后伸至海面以上。由于海水含盐分，可导电，所以在海面以下进行无线通讯是不可能的。早期的Argo浮标使用慢速的单向卫星通讯，但2013年中期投放的浮标主要使用快速的双向卫星通讯。使用双向通讯系统的浮标可以传输更多的观测数据，在海面只需要停留约20分钟，而不是过去的8-12小时，大大降低了搁浅和生物污染的风险。
自Argo计划开始以来，Argo浮标的平均寿命已经大大增加，2005年布放的浮标其平均寿命已经第一次超过4年。目前正在进行得技术改进有望使浮标的寿命增加到6年或更长。

## 观测网设计

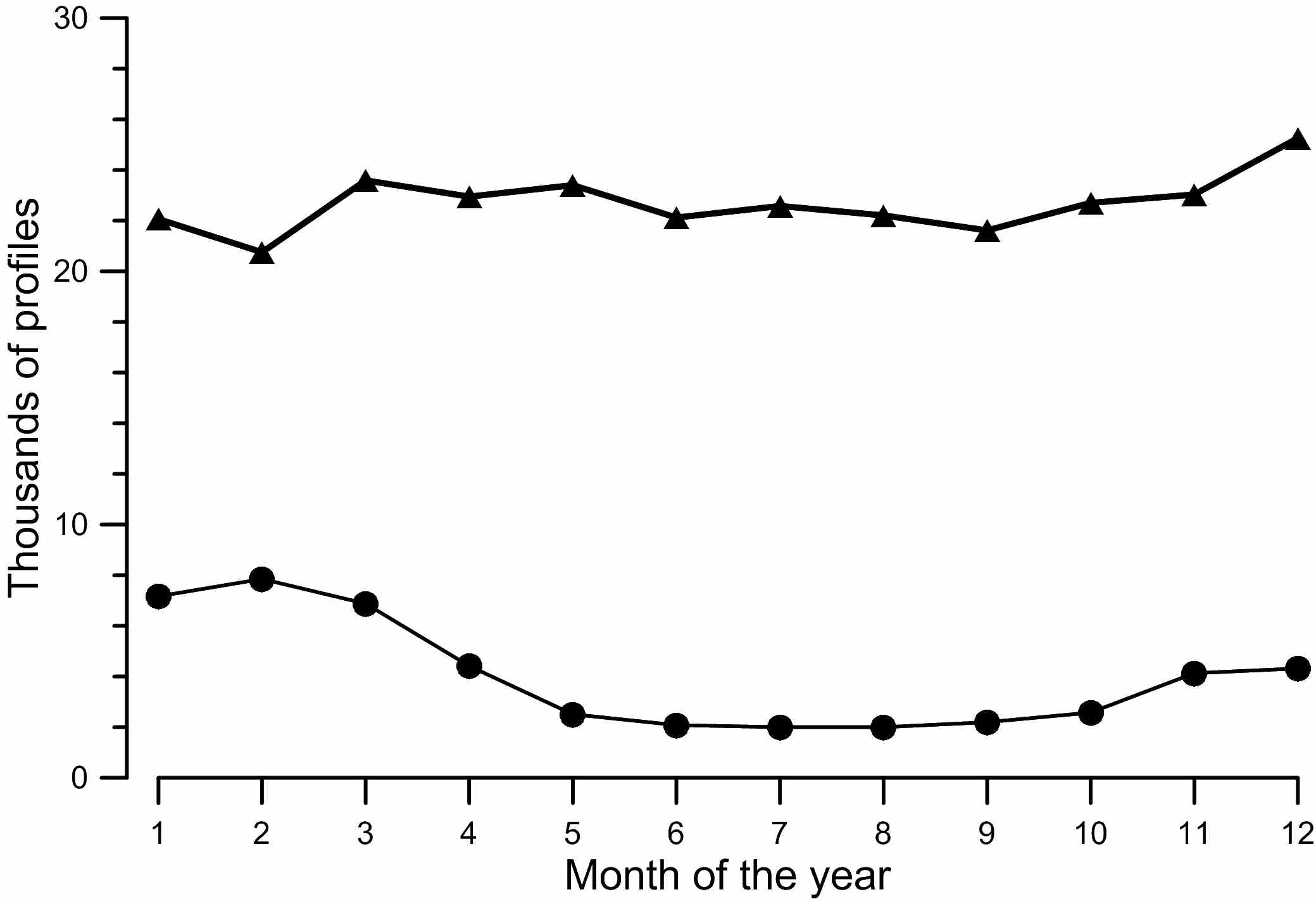
30°S 以南海区由Argo浮标观测的剖面数量（上面的曲线）与其他方式观测数量（下面曲线）的对比。

观测网最初提出的分布密度为浮标间的平均距离为3°x3°Argo计划书（页面存档备份，存于） 。这可以使高纬度海区有较高的浮标分布密度（数公里），因为控制海洋特征尺度（如涡旋）的罗斯贝变形半径（Rossby radius of deformation）随纬度的增加而变小。至2007年，该观测网基本建成，但南大洋深海的分布密度仍未实现。
正在努力完成在世界各大洋布放浮标的最初计划，但由于南大洋（Southern Ocean）布放机会很少，所以还面临困难。
正如“历史”部分提到的那样，目前正计划在赤道海区、西边界流及边缘海区进行强化观测，这需要将原来计划的3000个浮标增至4000个。
利用剖面浮标观测海洋的一个成果是可以消除季节性偏差。上图显示了自Argo计划实施以来至2012年11月30°S 以南海区（上面曲线）浮标观测剖面数量与同期其他观测资料的对比。下面的曲线显示出强的年变化，即南半球夏季收集的剖面是冬季的4倍，而Argo资料的比率小于1.2。

## 数据获取
Argo模式的一个重要特征是可以准实时地、无限制地获取全球资料。当一个浮标传送一条剖面后，能被快速转换成可上传至GTS（全球通信系统）的格式。GTS由世界气象组织（World Meteorological Organisation）运行，其目的是为天气预报共享数据。所以所有WMO成员国能在几小时内接收到所有Argo剖面数据。数据还可通过两个全球Argo资料中心（GDAC）法国GDAC（页面存档备份，存于）和美国GDAC的FTP及WWW入口获取。 
约90%的剖面资料能在24小时内提供给用户，剩余的剖面也能在稍后提供。
用户在使用从GTS或GDAC获取的Argo数据是需要编程技巧。GDAC提供的多剖面文件用Ocean DataView（页面存档备份，存于）软件可以读取。类似于20121106_prof.nc名称的文件即多剖面文件，为2012年11月6日在某个洋区获取的所有剖面并包含到一个 NetCDF 格式的文件中。GDAC确定了3个洋区，分别为大西洋、印度洋和太平洋。所以某一天将有3个多剖面文件来装载所有剖面数据。

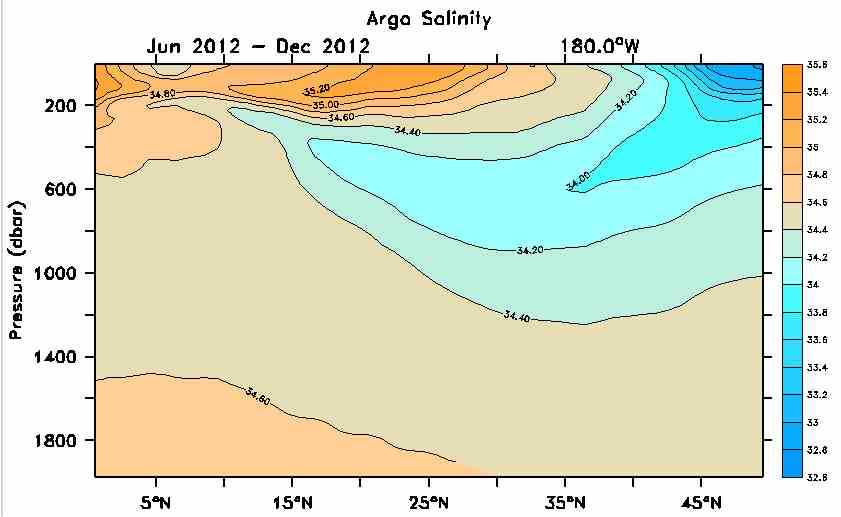
使用Argo资料计算得到的全球海洋图集中沿日期变更线的盐度断面。

那些缺乏编程技巧，但想使用Argo资料的用户，可以下载Argo全球海洋图集
 ，它使用方便，不仅能制作像右图显示的Argo盐度断面图，还能制作海洋要素的水平分布图及任何地点的时间序列图等。该图集装载了一个“更新”按钮，可定期对数据集进行更新。该数据集由美国斯克里普斯海洋研究所维护。
对Argo数据制作的网格化资料感兴趣的用户，可访问网页（页面存档备份，存于） ，上面列出了一些可用的网格资料。
Argo资料还能通过谷歌地球显示由Argo技术协调员开发的层。有关如何使用该层的指南可访问这里（页面存档备份，存于）。不考虑获取和研究Argo数据的方式，重要的是用户能熟悉Argo数据文件的结构、Argo浮标的特性及质量控制标记的含义。用户可以参考一个有用的 Argo用户手册（页面存档备份，存于）。强烈建议用户在使用Argo资料前阅读该手册。Argo指导工作组也通过网页发布了一些有关的贴士。

## 数据结果

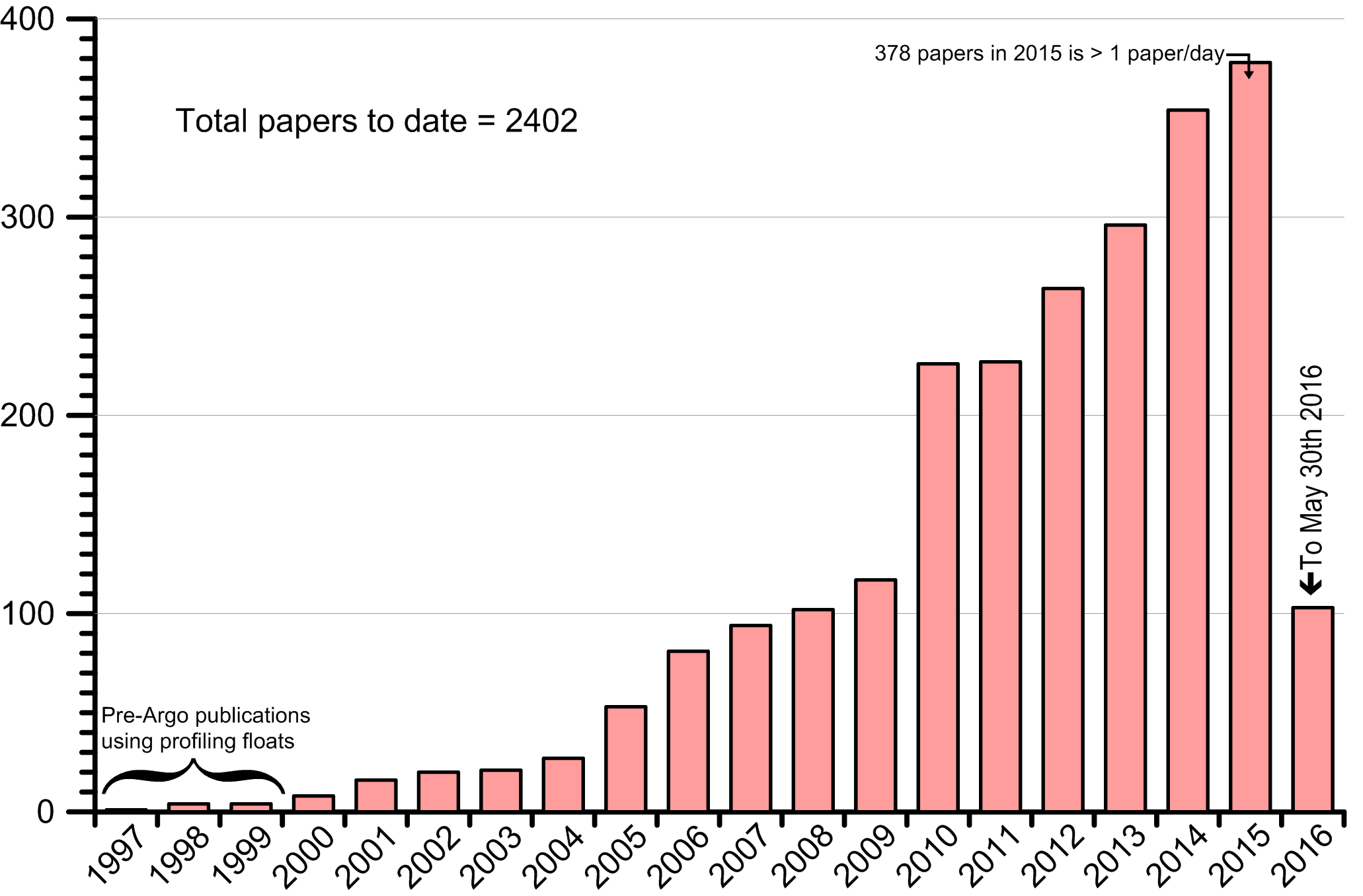
截至2016年5月30日，每年使用Argo资料在专业性期刊上发表的学术论文数量。论文中的数据广泛的或者全部的依靠Argo计划的数据。

Argo是目前获取海洋的气候状态信息的主要来源，已被广泛应用到许多研究论文中（如右图所示），内容涉及海-气相互作用、海洋环流（ocean currents）、年际变化、厄尔尼诺現象（El Niño）、中尺度涡、水团性质及变化，Argo资料已经应用到物理海洋学的各个领域。Argo还能用于直接计算全球海洋热含量。
Durack和Wijffels最近发表的一篇具代表性论文中，分析了全球海表盐度模式的变化。
他们认为全球海洋中高表层盐度的海水正变得更咸，而表层盐度相对较低的海域其海水正变得更淡，也可描述为“富人变得更富，而穷人变得更穷”。从科学上来讲，盐度的分布受降水和蒸发间差异的控制。如在北太平洋（Pacific Ocean）北部, 降水强于蒸发，使海水盐度低于平均值。他们的研究结果表明地球正在寻找一个全球水文循环的强化。Argo数据还被用于驱动气候系统模式，使人们有能力改进气候季节性变化的预报。

## 请参阅
- 海洋声学探测（ Ocean acoustic tomography）
- 水下滑翔仪（ Underwater gliders）
- 综合海洋观测系统（ Integrated Ocean Observing System）

## 其他链接
- Argo计划入口（页面存档备份，存于）
- 国际Argo信息中心（页面存档备份，存于）
- Argo（页面存档备份，存于）在斯克里普斯海洋研究所（Scripps Institution of Oceanography）
- 实时交互地图
- 实时谷歌地球文件（页面存档备份，存于）
- Coriolis全球Argo资料中心服务器-欧盟镜像
- FNMOC全球Argo 资料中心服务器-美国镜像
- 美国海洋大气局/太平洋海洋环境实验室剖面浮标项目作为Argo计划的一部分布放浮标、提供Argo 在线数据，为美国Argo计划的浮标开展 （页面存档备份，存于） 。
- 由Argo资料揭示的阿拉斯加湾变化状况（页面存档备份，存于）
- 加拿大政府渔业与海洋部，Argo计划（页面存档备份，存于）
- 新世界观察（页面存档备份，存于）斯克里普斯海洋研究所（Scripps Institution of Oceanography）撰写的Argo研究论文
- Argo博客（页面存档备份，存于）
- JCOMMOPS
- Argo在NOAA观测系统体系中